# 玛雅·加贝拉
玛雅·雷斯·加贝拉（Maya Reis Gabeira，1987年4月10日—）是一名黎巴嫩裔巴西冲浪者。她於2018年1月、2020年2月和2020年9月在葡萄牙納扎雷三次打破女性衝浪高度世界紀錄 。加贝拉曾獲得ESPY年度卓越运动奖最佳女极限运动员。 